# Emmesomyia collaris
Emmesomyia collaris är en tvåvingeart som först beskrevs av Wulp 1896.  Emmesomyia collaris ingår i släktet Emmesomyia och familjen blomsterflugor. Inga underarter finns listade i Catalogue of Life.